# سقيفة بني ساعدة
سقيفة بني ساعدة أو حادثة السقيفة هو المكان الذي اجتمع فيه الأنصار في 12 ربيع الأوَّل سنة 11هـ، المُوافق فيه 7 يونيو سنة 632م بعد وفاة النبي محمد مباشرةً، للتشاور لبيعة أميرًا للمسلمين، فاختاروا في البداية سعد بن عبادة، ثم وصل أبو بكر وعمر بن الخطاب وأبو عبيدة بن الجراح إلى السقيفة، وانتهى الأمر إلى بيعة أبي بكر الصديق.
تقع سقيفة بني ساعدة في الجهة الشمالية الغربية من المسجد النبوي بين مساكن قبيلة بني ساعدة الخزرجية، وكانت السقيفة داخل مزرعة تتخللها بيوت متفرقة حيث تسكن قبيلة بني ساعدة داخل البساتين المتجاورة، وقد كانت سقيفة بني ساعدة كبيرة بحيث اجتمع فيها عدد كبير من الأنصار، وأمامها رحبة واسعة تتسع لهذا العدد إن ضاقت عنهم السقيفة نفسها، وكان بقربها بئر لبني ساعدة. وتحولت هذه السقيفة فيما بعد إلى مبنى، تغيرت أشكاله عبر العصور، وهو الآن حديقة تطل مباشرة على السور الغربي للمسجد النبوي.

## خلفية للأحداث

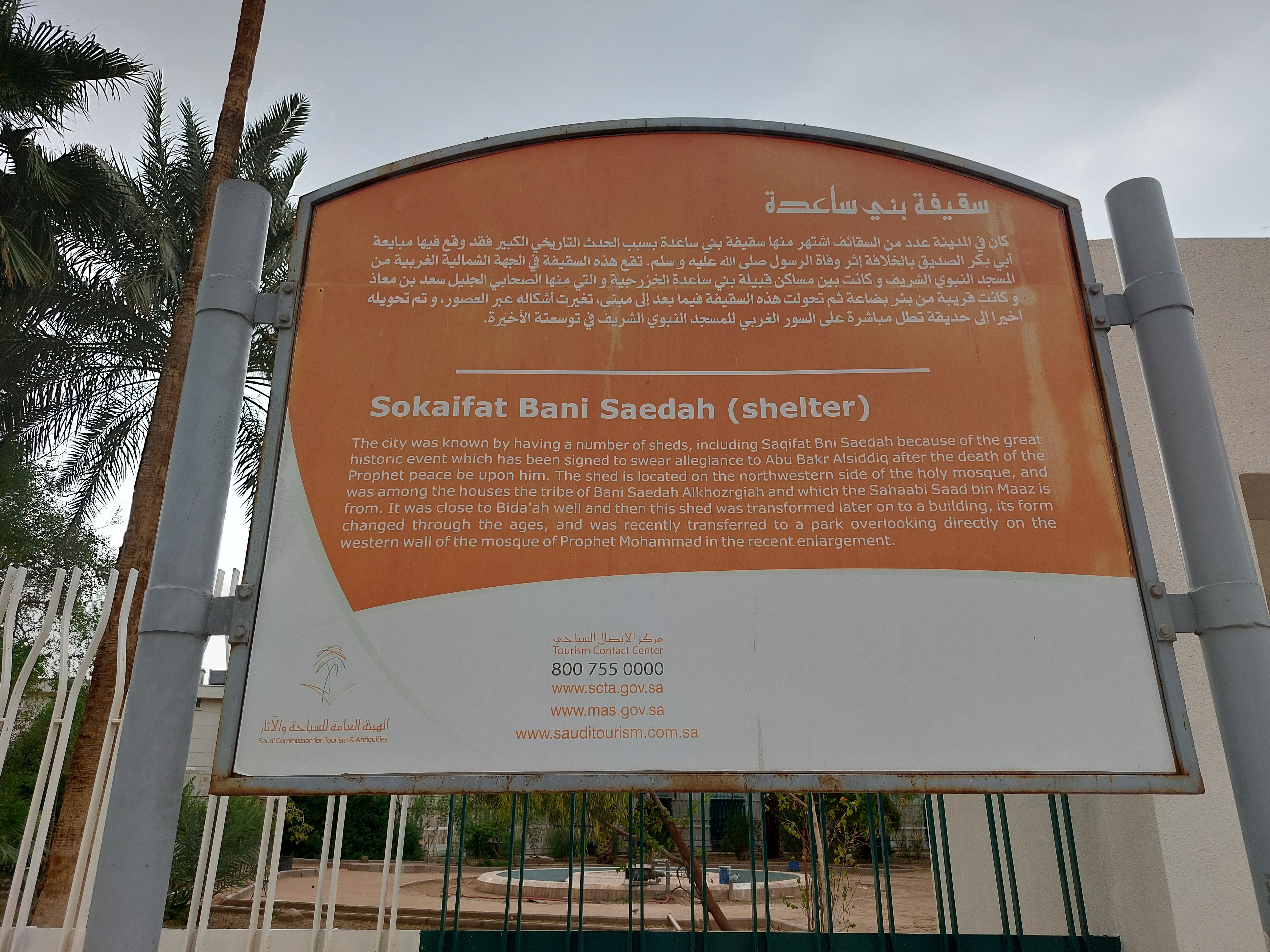
لافتة حالية أمام موقع السقيفة

توفي النبي مُحمَّد صلى الله عليه وسلم ضحى يوم الإثنين 12 ربيع الأوَّل سنة 11هـ، المُوافق فيه 7 يونيو سنة 632م في بيت زوجته عائشة بنت أبي بكر بالمدينة المنوَّرة، وقد تمَّ له 63 سنة، فأحدثت وفاته صدمة عنيفة فاجأت المُسلمين عامَّةً، فتجمهروا خارج دار عائشة يريدون التأكد، وقام عُمر بن الخطَّاب من هول صدمته يخطب الناس ويتوعَّد من قال «مات» بالقتل والقطع، حتى أقبل أبو بكر الصديق من السنح على دابَّته ونزل بباب المسجد ودخل بيت عائشة وكشف عن وجه النبيّ وجثا عليه يُقبِّله ويبكي ثمَّ قال: «بأبي أنت وأُمِّي، طِبت حيًّا وميتًا، والذي نفسي بيده، لا يُذيقك الله الموتتين أبدًا، أمَّا الموتة التي كُتبت عليك فقد مُتَّها»، ثمَّ خرج سريعًا إلى المسجد حتى أتى المنبر. وجلس عُمر وجلس باقي الصحابة والناس، فتشهَّد أبو بكر وحمد الله وأثنى عليه ثمَّ قال: «أَمَّا بَعْدُ فَمَنْ كَانَ مِنْكُمْ يَعْبُدُ مُحَمَّدًا ﷺ فَإِنَّ مُحَمَّدًا ﷺ قَدْ مَاتَ وَمَنْ كَانَ يَعْبُدُ اللَّهَ فَإِنَّ اللَّهَ حَيٌّ لَا يَمُوتُ»، وقرأ عليهم الآية 144 من سورة آل عمران: ﴿وَمَا مُحَمَّدٌ إِلَّا رَسُولٌ قَدْ خَلَتْ مِنْ قَبْلِهِ الرُّسُلُ أَفَإِنْ مَاتَ أَوْ قُتِلَ انْقَلَبْتُمْ عَلَى أَعْقَابِكُمْ وَمَنْ يَنْقَلِبْ عَلَى عَقِبَيْهِ فَلَنْ يَضُرَّ اللَّهَ شَيْئاً وَسَيَجْزِي اللَّهُ الشَّاكِرِينَ﴾. وعندما تلا أبو بكر هذه الآية أيقن عُمر بن الخطَّاب والمُسلمون أنَّ مُحمَّدًا قد توفي بحق، لاحقًا غُسل النبي في بيت عائشة وليس فيه إلَّا أهله: عمّه العبَّاس بن عبد المطلب وابن عمَّه عليّ بن أبي طالب، والفضل بن العبَّاس وقثم بن العبَّاس وأسامة بن زيد بن حارثة وصالح مولاه، ثُمَّ كُفِّن ودُفن حيث كان فراشه بعد أن قال أبو بكر: «سَمِعْتُ رَسُولَ اللَّهِ ﷺ يَقُولُ: "مَا قُبِضَ نَبِيٌّ إِلَّا دُفِنَ حَيْثُ يُقْبَضُ"».
خلقت وفاة النبي مُحمَّد وضعيَّة خاصَّة ذات ملامح مُتفرِّدة ومصيريَّة، وبرزت فورًا مسألة الحِفاظ على إنجازاته من دين ودولة، وبالتالي مسألة خِلافته. وساهمت غيبته في إبراز الطابع الدُنيوي للأحداث، حيث أخذت المصالح الاجتماعيَّة للقبائل المُختلفة التي ما زالت ضمن الدائرة الإسلاميَّة، تُعبِّرُ عن نفسها بأشكالٍ مُباشرةٍ وصريحةٍ تتلائم ُ مُباشرةً مع محتواها. والواضح أنَّ مسألة قيادة المُسلمين بعد وفاة النبي، كانت المسألة الرئيسَّة والحاسمة التي ارتبطت بها كل المسائل الأخرى على أن تتلازم مع الأُسس التي وضعها لإقامة دولة. ففي الوقت الذي أُعلن فيه خبر الوفاة، برزت لدى كِبار الصحابة من الأنصار، الأوس والخزرج، قضيَّة اختيار خليفة للنبي، ذلك أنَّه وفقًا لعلماء أهل السنَّة لم يرد في القرآن نصٌّ صريح يُحدد أُسس انتخاب خليفة للرسول، لكنَّه دعا إلى الشورى في سورةٍ تحملُ ذات الاسم: ﴿وَأَمْرُهُمْ شُورَى بَيْنَهُمْ﴾، وفي سورة آل عمران: ﴿وَشَاوِرْهُمْ فِي الأَمْرِ﴾، وكان النبيّ قد أمر بالشورى فيما لا نص فيه، وكان يتخذ من أهل الرأي والبصيرة مجلسًا للشورى، وكان يُكثر من مُشاورة الصحابة وبالأخص كبارهم السبَّاقين إلى الإسلام.

## قصة سقيفة بني ساعدة

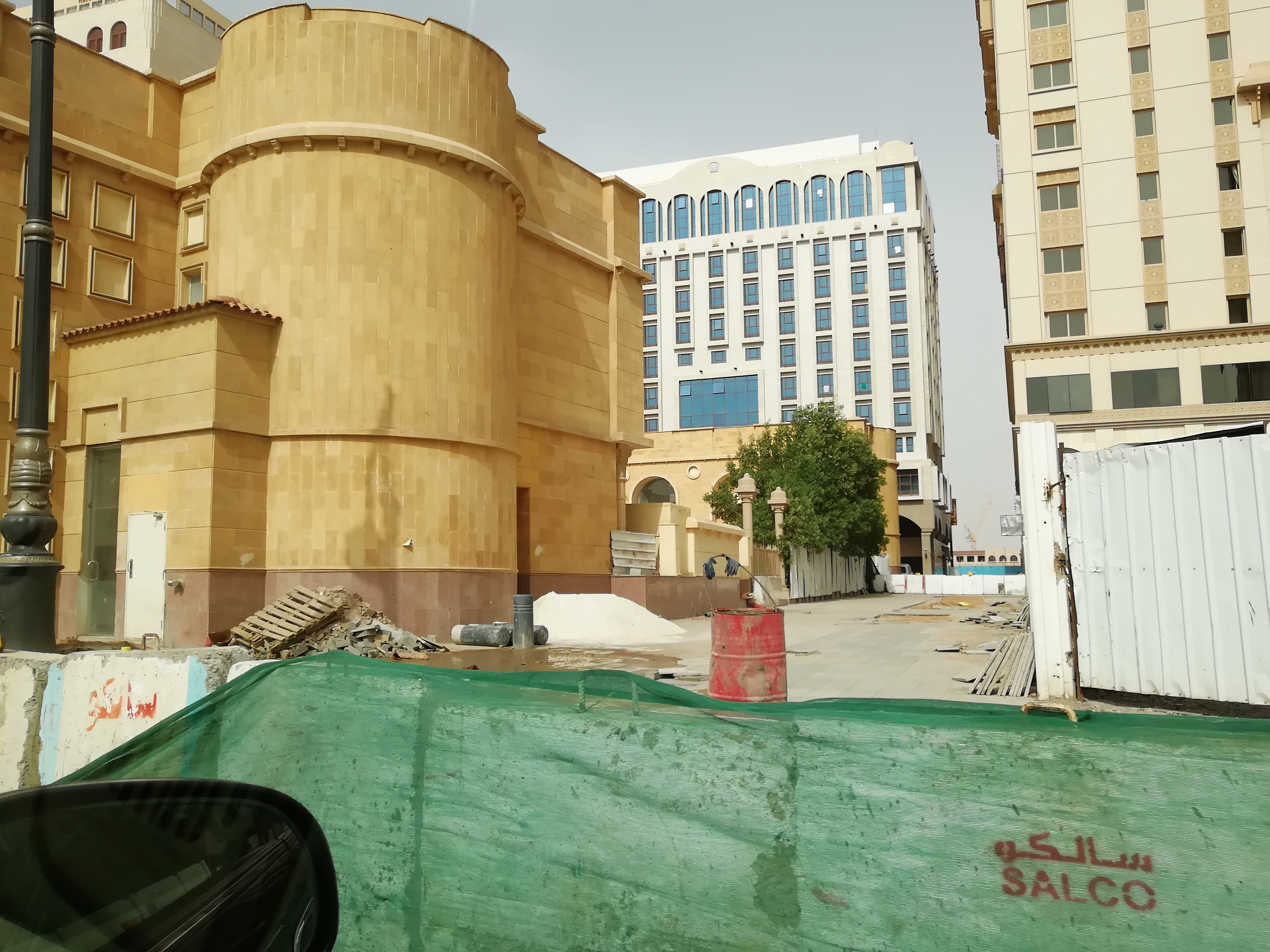
مكان يتم التعريف به أنه سقيفة بني ساعدة بالقرب من المسجد النبوي.

في ذات يوم وفاة النبي صلى الله عليه وسلم في 12 ربيع الأوَّل سنة 11هـ، المُوافق فيه 7 يونيو سنة 632م، اجتمع نفر من الأنصار في سقيفة(1) بني ساعدة، وهو مكان من عريش يُستظل بها الناس من الشمس، وهي الدار التي اعتادوا أن يعقدوا فيها اجتماعاتهم ومجالسهم، وتعود لبني ساعدة. فاجتمع الأنصار أوسهم وخزرجهم لاختيار أميرٍ من بينهم، واتفق الأنصار على مُبايعة سعد بن عبادة الخزرجي، فأجلسوه وعصبوه بعصابة وثنوا له وسادة. بينما كان علي بن أبي طالب والزبير بن العوام وطلحة بن عبيد الله في بيت فاطمة الزهراء. وكان المهاجرون مجتمعين عند أبي بكر حين خطب فيهم بعد وفاة النبي، كما كان النبي قد استخلفه على إمامة صلاة المسلمين عند مرضه.

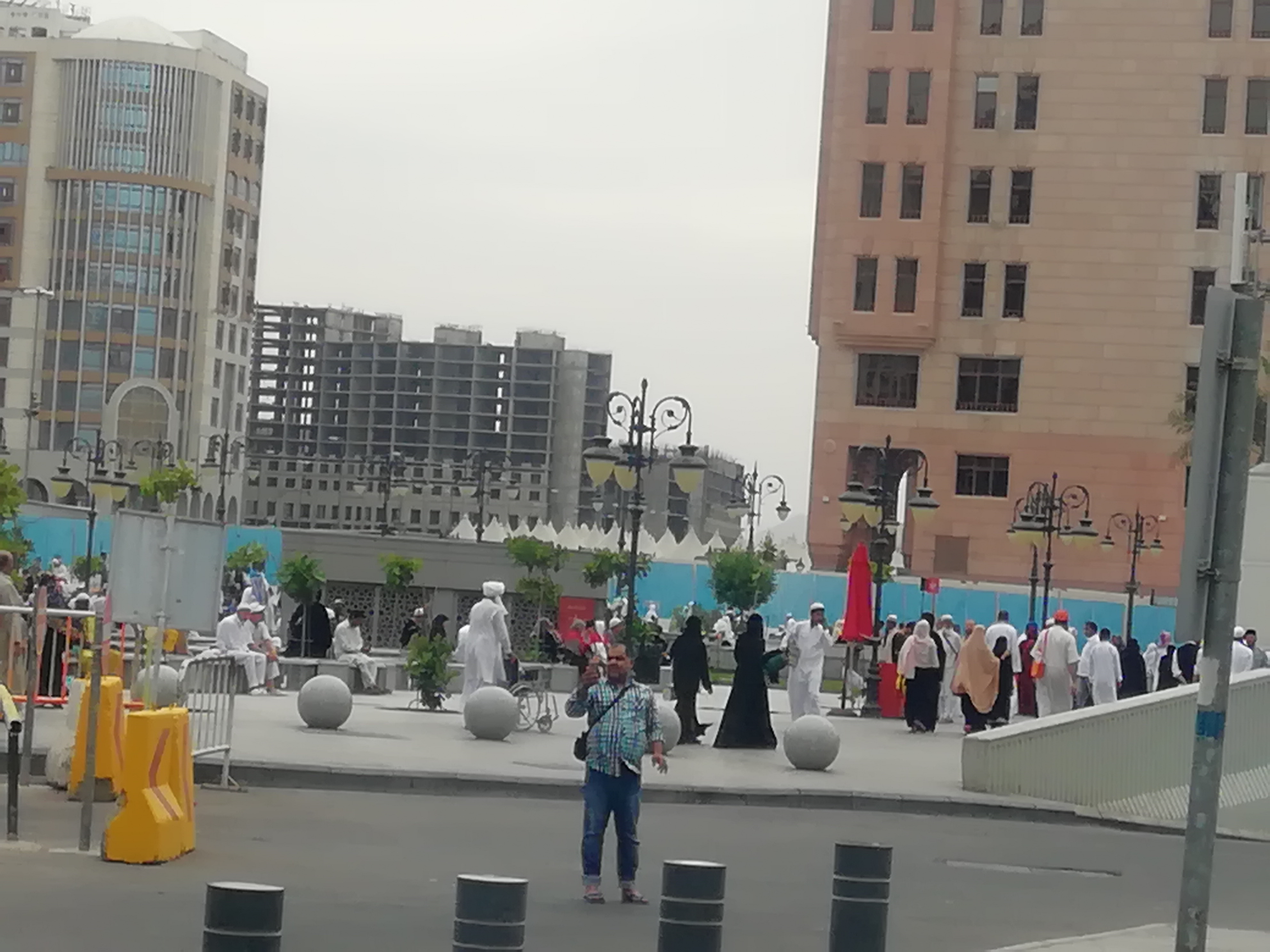
سقيفة بني ساعدة خلف سوق المدينة المنورة قرب المسجد النبوي.

فقال عمر لأبي بكر: يا أبا بكر انطلق بنا إلى إخواننا من الأنصار، فخرجوا، فبينما هم في الطريق لقوا رجلين من الأنصار، وهما: عويم بن ساعدة ومعن بن عدي أخو بني العجلان.(2) فأخبروهم بما حدث في السقيفة من اجتماع الأنصار على سعد بن عبادة، فانطلقوا حتى وصلوا إلى سقيفة بني ساعدة، فلما جلسوا قام خطيب الأنصار، فأثنى على الله وقال: «أما بعد، فنحن أنصار الله وكتيبة الإسلام، وأنتم يا معشر المهاجرين رهط نبينا، وقد دفت دافة منكم تريدون أن تختزلونا من أصلنا، وتحصنونا من الأمر.»
فلما سكت أراد عمر بن الخطاب أن يتكلم، وكان قد أعدّ في نفسه خطابًا يريد أن يُلقيه، فأشار إليه أبو بكر أن ينتظر، ثم قام أبو بكر فقال: «أما بعد فما ذكرتم من خير فأنتم أهله، وما تعرف العرب هذا الأمر إلا لهذا الحي من قريش، هم أوسط العرب نسبًا ودارًا، وقد رضيت لكم أحد هذين الرجلين أيهما شئتم». وأخذ بيدي عمر بن الخطاب وأبي عبيدة بن الجراح، يقول عمر: «فلم أكره مما قال غيرها، كان والله أن أقدم فتضرب عنقي لا يقربني ذلك إلى إثم أحب إلي أن أتأمر على قوم فيهم أبو بكر، إلا أن تغير نفسي عند الموت».
فقال قائل من الأنصار يقال أنه الحباب بن المنذر: «أنا جُذَيلُها المُحَكَّك، وعُذيقُها المُرَجَّب. منا أمير، ومنكم أمير». فكثر اللغط، وارتفعت الأصوات، فقال: يا معشر الأنصار ألستم تعلمون أن رسول الله قد أمر أبا بكر أن يؤم الناس، فأيكم تطيب نفسه أن يتقدم أبا بكر، فقالت الأنصار: نعوذ بالله أن نتقدم أبا بكر. فقال عمر: أبسط يدك يا أبا بكر، فبسط يده فبايعته، وبايعه المهاجرون، ثم بايعه الأنصار. ونزونا على سعد بن عبادة فقال قائل منهم: قتلتم سعدا. أي «خذلتموه». وفي رواية قال عمر: «يا معشر المسلمين إن أولى الناس بأمر النبي الله ثاني اثنين إذ هما في الغار، وأبو بكر السباق المسن»، ثم أخذ بيده وبادر رجل من الأنصار وهو بشير بن سعد بن ثعلبة، فضرب على يده قبل أن يضرب عمر على يده، ثم ضرب على يده وتبايع الناس.
وفي رواية عن أبي سعيد الخدري قال: قبض رسول الله واجتمع الناس في دار سعد بن عبادة وفيهم أبو بكر وعمر قال: فقام خطيب الأنصار فقال: أتعلمون أن رسول الله كان من المهاجرين، وخليفته من المهاجرين، ونحن كنا أنصار رسول الله، ونحن أنصار خليفته كما كنا أنصاره. فقام عمر بن الخطاب فقال: صدق قائلكم!أما لو قلتم على غير هذا لم نبايعكم، وأخذ بيد أبي بكر وقال: هذا صاحبكم فبايعوه، فبايعه عمر، وبايعه المهاجرون والأنصار.
وقد أورد الإمام أحمد بن حنبل رواية  حول مبايعته كالتالي: «توفي رسول الله ﷺ وأبو بكر في طائفة من المدينة قال: فجاء فكشف عن وجهه فقبله وقال: "فداك أبي وأمي، ما أطيبك حياً وميتاً مات محمد ورب الكعبة" – وفيه – فانطلق أبو بكر وعمر يتقاودان حتى أتوهم فتكلم أبو بكر فلم يترك شيئاً أنزل في الأنصار ولا ذكره رسول الله ﷺ من شأنهم إلا ذكره وقال: " لقد علمتم أن رسول الله ﷺ قال: "لو سلك الناس وادياً، وسلكت الأنصار وادياً، سلكت وادي الأنصار، ولقد علمت يا سعد أن رسول الله ﷺ قال وأنت قاعد: "قريش ولاة هذا الأمر فبر الناس تبع لبرهم وفاجرهم تبع لفاجرهم"، فقال له سعد: "صدقت نحن الوزراء وأنتم الأمراء"».
ويؤكد علي الصلابي أن سعد بن عبادة بايع أبا بكر وعمر وبقى على العهد حتى مات وقال: «ثبت بيعة سعد بن عبادة، وبها يتحقق إجماع الأنصار على بيعة الخليفة أبي بكر، ولا يعود أي معنى للترويج لرواية باطلة، بل سيكون ذلك متناقضاً للواقع واتهاماً خطيرًا، أن ينسب لسيد الأنصار العمل على شق عصا المسلمين، والتنكر لكل ما قدمه من نصرة وجهاد وإيثار للمهاجرين، والطعن بإسلامه من خلال ما ينسب إليه من قول: لا أبايعكم حتى أرميكم بما في كنانتي، وأخضب سنان رمحي، وأضرب بسيفي، فكان لا يصلي بصلاتهم ولا يجمع بجامعتهم، ولا يقضي بقضائهم، ولا يفيض بإفاضتهم أي: في الحج. إن هذه الرواية التي استغلت للطعن بوحدة المهاجرين والأنصار وصدق أخوتهم، ما هي إلا رواية باطلة للأسباب التالية: أن الراوي صاحب هوى وهو «إخباري تالف لا يوثق به» ولا سيما في المسائل الخلافية. قال الذهبي عن هذه الرواية: وإسنادها كما ترى؛ أي: في غاية الضعف أما متنها فهو يناقض سيرة سعد بن عبادة، وما في عنقه من بيعة على السمع والطاعة، ولما روي عنه من فضائل أبي بكر الصديق.».
ثم خطب أبو بكر معتذراً من قبول الخلافة فقال: «والله ما كنت حريصاً على الإمارة يوماً ولا ليلةً قط، ولا كنت فيها راغباً، ولا سألتها الله عز وجل في سر وعلانية، ولكني أشفقت من الفتنة، وما لي في الإمارة من راحة، ولكن قلدت أمراً عظيماً ما لي به من طاقة ولا يد إلا بتقوية الله عز وجل، ولوددت أن أقوى الناس عليها مكاني». وقد ثبت أنه قال: «وددت أني يوم سقيفة بني ساعدة كنت قذفت الأمر في عنق أحد الرجلين: أبي عبيدة أو عمر، فكان أميرَ المؤمنين وكنت وزيراً»، كما قال: «أيها الناس، هذا أمركم إليكم تولوا من أحببتم على ذلك، وأكون كأحدكم»، فأجابه الناس: رضينا بك قسماً وحظاً، وأنت ثاني اثنين مع رسول الله ﷺ. وقد قام باستبراء نفوس المسلمين من أي معارضة لخلافته، واستحلفهم على ذلك فقال: «أيها الناس، أذكركم الله أيما رجل ندم على بيعتي لما قام على رجليه»، فقام علي بن أبي طالب ومعه السيف، فدنا منه حتى وضع رجلاً على عتبة المنبر والأخرى على الحصى وقال: «والله لا نقيلك ولا نستقيلك، قدمك رسول الله فمن ذا يؤخرك؟».

## إتمام بيعة أبي بكر
فلما كان صبيحة يوم الثلاثاء في 13 ربيع الأوَّل سنة 11هـ، المُوافق فيه 8 يونيو سنة 632م اجتمع الناس في المسجد، فتممت البيعة من المهاجرين والأنصار قاطبة، وجلس أبو بكر على المنبر، وقام عمر فتكلم قبل أبي بكر، فحمد الله وأثنى عليه بما هو أهله ثم قال: أيها الناس إني قد كنت قلت لكم بالأمس مقالة ما كانت إلا عن رأيي وما وجدتها في كتاب الله، ولا كانت عهدا عهدها إلي رسول الله، ولكني كنت أرى أن رسول الله سيدبر أمرنا يقول: يكون آخرنا وإن الله قد أبقى فيكم كتابه الذي هدى به رسول الله، فإن اعتصمتم به هداكم الله لما كان هداه الله له، وأن الله قد جمع أمركم على خيركم صاحب رسول الله وثاني اثنين إذ هما في الغار، فقوموا فبايعوه، فبايع الناس أبا بكر بيعة العامة بعد بيعة السقيفة.
ثم تكلم أبو بكر، فحمد الله وأثنى عليه بما هو أهله، ثم قال:
| سقيفة بني ساعدة | أما بعد أيها الناس، فإني قد وُليت عليكم ولست بخيركم، فإن أحسنت فأعينوني، وإن أسأت فقوموني، الصدق أمانة والكذب خيانة، والضعيف فيكم قوي عندي حتى أرجع عليه حقه إن شاء الله، والقوي فيكم ضعيف عندي حتى آخذ الحق منه إن شاء الله، لا يدع قوم الجهاد في سبيل الله إلا خذلهم الله بالذل، ولا تشيع الفاحشة في قوم إلا عمهم الله بالبلاء، أطيعوني ما أطعت الله ورسوله، فإذا عصيت الله ورسوله فلا طاعة لي عليكم، قوموا إلى صلاتكم يرحمكم الله. | سقيفة بني ساعدة |

## خطبة عمر عن السقيفة
في أواخر خلافة عمر بن الخطاب في موسم الحج، سمع رجلًا يقول: «لو قد مات عمر بايعت فلانًا». فلما وصل عمر إلى المدينة المنورة خطب في الناس يوم الجمعة، وسرد قصة سقيفة بني ساعدة، وكان مما قاله قوله: «فوالله ما كانت بيعة أبي بكر إلا فلتة»، وقال الداودي: معنى قوله: «كانت فلتة» أنها وقعت من غير مشورة مع جميع من كان ينبغي أن يشاور. وأنكر هذه الكرابيسي صاحب الشافعي وقال: بل المراد أن أبا بكر ومن معه تفلتوا في ذهابهم إلى الأنصار فبايعوا أبا بكر بحضرتهم، وفيهم من لا يعرف ما يجب عليه من بيعته فقال: منا أمير ومنكم أمير، فالمراد بالفلتة ما وقع من مخالفة الأنصار وما أرادوه من مبايعة سعد بن عبادة، وقال ابن حبان: معنى قوله: «كانت فلتة» أن ابتداءها كان عن غير ملإ كثير، والشيء إذا كان كذلك يقال له الفلتة فيتوقع فيه ما لعله يحدث من الشر بمخالفة من يخالف في ذلك عادة، فكفى الله المسلمين الشر المتوقع في ذلك عادة، لا أن بيعة أبي بكر كان فيها شر.
وقال عمر في خطبته: «أما والله ما وجدنا فيما حضرنا أمرًا هو أرفق من مبايعة أبي بكر، خشينا إن فارقنا القوم ولم تكن بيعة أن يحدثوا بعدنا بيعة، فإما نبايعهم على ما لا نرضى، وإما أن نخالفهم فيكون فساد، فمن بايع أميرًا عن غير مشورة المسلمين فلا بيعة له، ولا بيعة للذي بايعه تغرة أن يقتلا».

## مكان السقيفة
تقع في الجهة الشمالية الغربية من المسجد النبوي بين مساكن قبيلة بني ساعدة الخزرجية، وكانت السقيفة داخل مزرعة تتخللها بيوت متفرقة حيث تسكن قبيلة بني ساعدة داخل البساتين المتجاورة، وكان بقربها بئر لبني ساعدة. وتحولت هذه السقيفة فيما بعد إلى مبنى تغيرت أشكاله عبر العصور، وهو الآن حديقة تطل مباشرة على السور الغربي للمسجد النبوي. وتُعَد «سقيفة بني ساعدة» أحد أهم المعالم التاريخية بالمدينة المنورة، وتَحَوّلت من مجلس للتشاور بين الصحابة إلى «بستان» داخل سور، وقد وضعت هيئة السياحة والآثار بالسعودية لوحة تعريفية بقيمة المكان تاريخياً.

## هوامش
- 1 السقيفة: هي مكان يقع في جانب المدينة المنورة، وله سقف ممتد، ويعود لبني ساعدة الخزرجي، ولذلك عُرف بسقيفة بني ساعدة، وكان أهل المدينة يجتمعون فيه.
- 2 قال ابن إسحاق عن ابن شهاب الزهري عن عروة بن الزبير: أن أحد الرجلان اللذان لقيا أبا بكر وعمر من الأنصار حين ذهبوا إلى السقيفة هما: عويم بن ساعدة والآخر معن بن عدي أخو بني العجلان. يقول ابن إسحاق: «فأما عويم بن ساعدة فهو الذي بلغنا أنه قيل لرسول الله من الذين قال الله عز وجل لهم "فيه رجال يحبون أن يتطهروا والله يحب المطهرين" (سورة التوبة 108)، فقال رسول الله نعم المرء منهم عويم بن ساعدة. وأما معن بن عدي فبلغنا أن الناس بكوا على رسول الله حين توفاه الله عز وجل وقالوا: والله لوددنا أنا متنا قبله إنا نخشى أن نفتتن بعده. قال معن بن عدي لكني والله ما بسرب برلا أحب أني مت قبله حتى أصدقه ميتا كما صدقته حيًا; فقتل معن يوم اليمامة شهيدًا في خلافة أبي بكر يوم مسيلمة الكذاب».[33]